# Moondance (песня)
«Moondance» — песня северо-ирландского певца Вана Моррисона, впервые выпущенная на третьем студийном альбоме Moondance в 1970 году. В сентябре 1977 года песня была выпущена в качестве сингла с одноимённого альбома.

## Участники записи
- Ван Моррисон — вокал, гитара
- Джон Клингберг — бас-гитара
- Джефф Лабес — фортепиано
- Гэри Маллабер — ударные
- Джон Платания — гитара
- Джек Шрер ― альт-саксофон
- Коллин Тилтон — тенор-саксофон, флейта

## Сертификации
| Регион                                                                      | Сертификация | Продажи |
| --------------------------------------------------------------------------- | ------------ | ------- |
| Новая Зеландия (RMNZ)                                                       | Платиновый   | 30 000  |
| Великобритания (BPI)                                                        | Золотой      | 400 000 |
| Данные о продажах + прослушиваниях приведены только на основе сертификации. |              |         |